# Den troløse Hustru
Den troløse Hustru er en dansk stum komediefilm fra 1913 produceret af Nordisk Films Kompagni og instrueret af Sofus Wolder efter manuskript af A.V. Olsen.
Filmen havde dansk premiere den 23. november 1913 i Biograf-Theatret i København og blev i tysktalende lande distribueret som Mensch, sei nicht eifersüchtig, i engelsktalende lande som  Judge Not og i fransktalende lande som Ne pense jamais mal de la Femme!. 

## Handling
En mand er jaloux på sin hustru og mistænker hende for at være ham utro. Han gemmer sig i en vasketøjskurv i soveværelset, og hører en fremmed mand komme sammen med hustruen. Men buddet kommer fra vaskeriet og tager kurven med. Det lykkes manden at undslippe, da tøjet hældes ned i det kogende vand, og manden tager tilbage til hjemmet, hvor han overfalder den fremmede mand. Det viser sig, at det er hustruens bror, der er kommet tilbage fra Amerika.

## Medvirkende
- Holger Syndergaard
- Lauritz Olsen
- Christel Holch Jacobsen
- Agnes Andersen
- Carl Lauritzen